# Naxos
Naxos (greacă: Νάξος) este o insulă grecească, cea mai mare insulă (429 km2) din grupul de insule Ciclade din Marea Egee. Acesta a fost centrul Civilizației Cicladice arhaice.
Insula cuprinde două municipii Naxos și Drymalia. Cel mai mare oraș și capitala insulei este Chora sau Naxos, cu 6533 de locuitori, conform recensământului din 2001.  Principalele sate sunt Filoti, Apiranthos, Vívlos, Agios Arsenie, Koronos și Glinado.

## Economia

### Turism
Naxos este o destinație turistică populară, cu multe ruine. Ea are o serie de plaje, cum ar fi cele de la Agia Anna, Agios Prokopios, Alikos, Kastraki, Mikri Vigla, Plaka, și Agios Georgios, cele mai multe dintre ele în apropierea orașului. Ca și alte insule cicladice, Naxos este considerată o zonă cu vânt, perfectă pentru windsurfing și kitesurfing. Există șapte cluburi sportive pe insulă care oferă practicarea acestor activități, precum și a altor sporturi nautice.

### Agricultura
Naxos este insula cea mai fertila a Cicladelor. Ea are o bună aprovizionare cu apă într-o regiune în care apa este de obicei inadecvată agriculturii. Muntele Zeus (1003 de metri), este cel mai înalt vârf din Ciclade, acaparând nori, permițând un mai mare nivel de precipitații. Acest lucru a făcut agricultură un sector economic important, cu diverse legume și culturi de fructe, precum și creșterea vitelor, făcând Naxosul una dintre cele mai eficiente insule din Ciclade. Naxos este, de asemenea, cunoscut în Grecia pentru brânza "Arseniko Naxou", producția sa de cartofi și Kitron, băutură spirtoasă obținută din frunze și fructe de chitru.

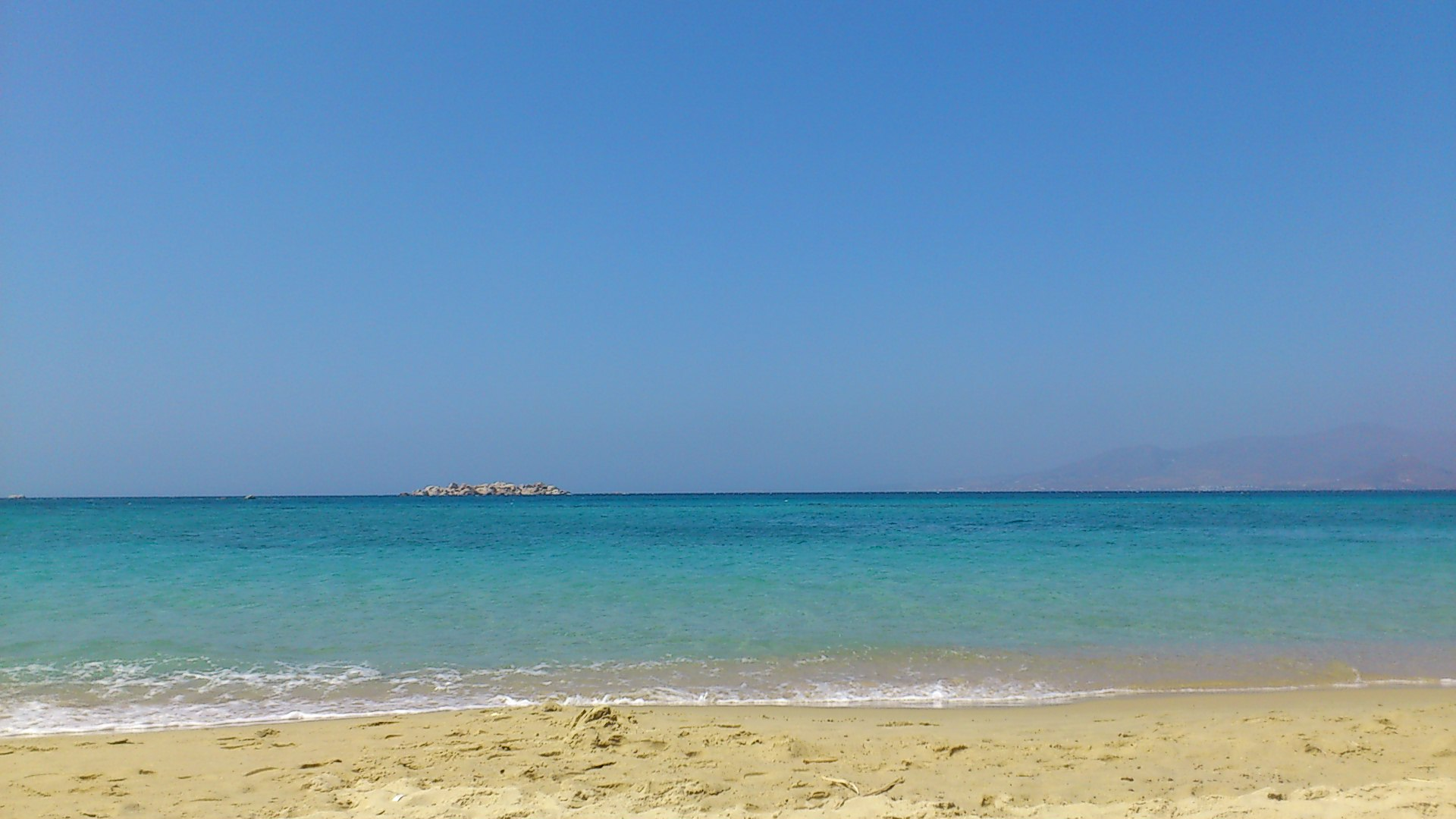
Plaja Plaka

## Miticul Naxos
Potrivit mitologiei grecesti, tânărul Zeus a fost crescut într-o peșteră de pe Muntele Zas ("Zas", care înseamnă "Zeus"). Una dintre legende spune că în epoca eroică, înainte de războiul troian, Tezeu a abandonat-o pe prințesa Ariadna din Creta pe insula aceasta după ce ea l-a ajutat să îl ucidă pe Minotaur și a scăpat din labirint. Dionysos (zeul vinului, festivități și a energiei primordiale a vieții), care a fost protector al insulei, s-a întâlnit cu Ariadna și s-a îndrăgostit de ea.
Mitul Ariadnei este, de asemenea, amintit în opera lui Richard Strauss Ariadne auf Naxos (Ariadna pe Naxos).

## Istoric

### Civilizația Cicladică
Peștera Zas, locuită în epoca neolitică, conținea obiecte de piatră din Melos și obiecte din cupru, incluzând un pumnal și o folie de aur. Prezența aurului și a altor obiecte din peșteră indică cercetătorilor statutul locuitorilor acesteia.

### Perioada clasică
În secolele VIII-VII î.Hr., Naxos domina comerțul din Ciclade. Naxos a fost primul oraș-stat grec care a încercat să părăsească Liga Deliană, circa 476 î.Hr. Atena eliminat rapid ideea și a scos cu forța toate navele militare de sub controlul insulei. Atena cerând mai apoi ca toate plățile viitoare de la Naxos să fie sub formă de aur, mai degrabă decât ajutor militar.

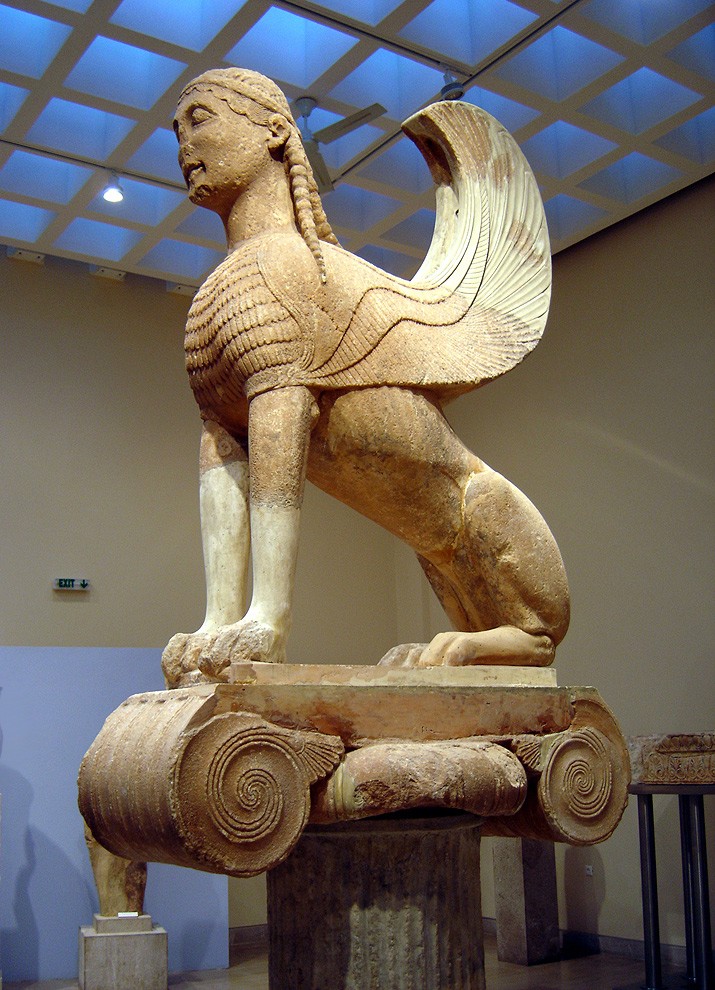
Sphinxul naxienilor (Muzeul arheologic din Delphi)

### Războaiele greco-persane
Herodot descrie insula Naxos, circa 500 î.Hr., ca insula grecească cea mai prosperă.
În 502 î.Hr. a avut loc un atac fără succes asupra Naxosului de către forțele persane care a dus mai apoi la revolte împotriva Imperiului Persan în Revolta Ioniană, și apoi la Războiul Persan (Războaiele Medice) între Grecia și Persia.

### Perioada bizantină
Sub Imperiul Bizantin, Naxos a fost parte a Themei Mării Egee, care a fost înființată la mijlocul secolului al IX-lea.

### Ducatul de Naxos
În urma celei de a patra cruciade, împăratul latin aflat sub influența venețienilor stabilit la Constantinopol l-a ajutat pe venețianul Marco Sañudo să cucerească insula și a capturat în curând restul insulelor Ciclade. Dintre toate insulele, doar Naxos a prezentat opoziție când un grup de pirati genovezi au ocupat castelul între sfârșitul dominației bizantine și sosirea lui Sañudo. În scopul de a cuceri, Sanudo a ars galerele lui "și ia îndemnat pe tovarășii lui să cucerească sau să moară". Pirații au predat astfel castelul, după un asediu de cinci săptămâni.
Naxos a devenit sediul lui Sanudo, de unde a condus cu titlul de Duce de Naxia, sau Duce al Arhipelagului. Douăzeci și unu de duci în două dinastii a condus Arhipelagul, până în 1566. Regulile venețiene au continuat să existe în insulele împrăștiate din Marea Egee până în 1714. Sub conducerea venețiană insula a fost numită după numele ei italian, și anume Nasso.

### Controlul Otoman (1564–1821)
Administrația otomană a rămas, în esență, în mâinile venețienilor, preocuparea Porții a fost îndeplinită prin revinea la impozite. Foarte puțini turci s-au stabilit pe Naxos, astfel influența turcă a fost una minoră. Sub dominația otomană, insula a fost cunoscută sub numele turc: Nakșa. Suveranitate otomană a durat până în 1821, când insulele s-au revoltat, Naxos a redevenit în cele din urmă un membru al statului grec în 1832.

## Populația

Blazonul Ducatului de Naxos

| Anul | Populația insulei | Schimbări      |
| ---- | ----------------- | -------------- |
| 1981 | 14,037            | -              |
| 1991 | 14,838            | +801/+5.71%    |
| 2001 | 18,188            | +3,350/+22.58% |
| 2011 | 18,904            | +716/+3.93%    |

## Personalități din Naxos
- Sfântul Nicodim Hagioritul (1749–1809)
- Patriarhul Ecumenic Callinicus III al Constantinopolului (d.1726)
- Petros Protopapadakis (1854–1922), Prim Ministru al Greciei
- Manolis Glezos (n. 1922), politician, scriitor
- Iakovos Kambanelis (1922–2011), poet, novelist
- Iakovos Nafpliotis (1864–1942), cantor
- Giorgos Ninios (n.1959), actor
- Stelios Manolas (n.1961), fotbalist
- Kostas Manolas (n.1991), fotbalist

## Clima
Clima este deseori caracterizată ca fiind mediteraneană, cu ierni relativ blânde și veri foarte calde.